# Walsleben (Brandenburg)

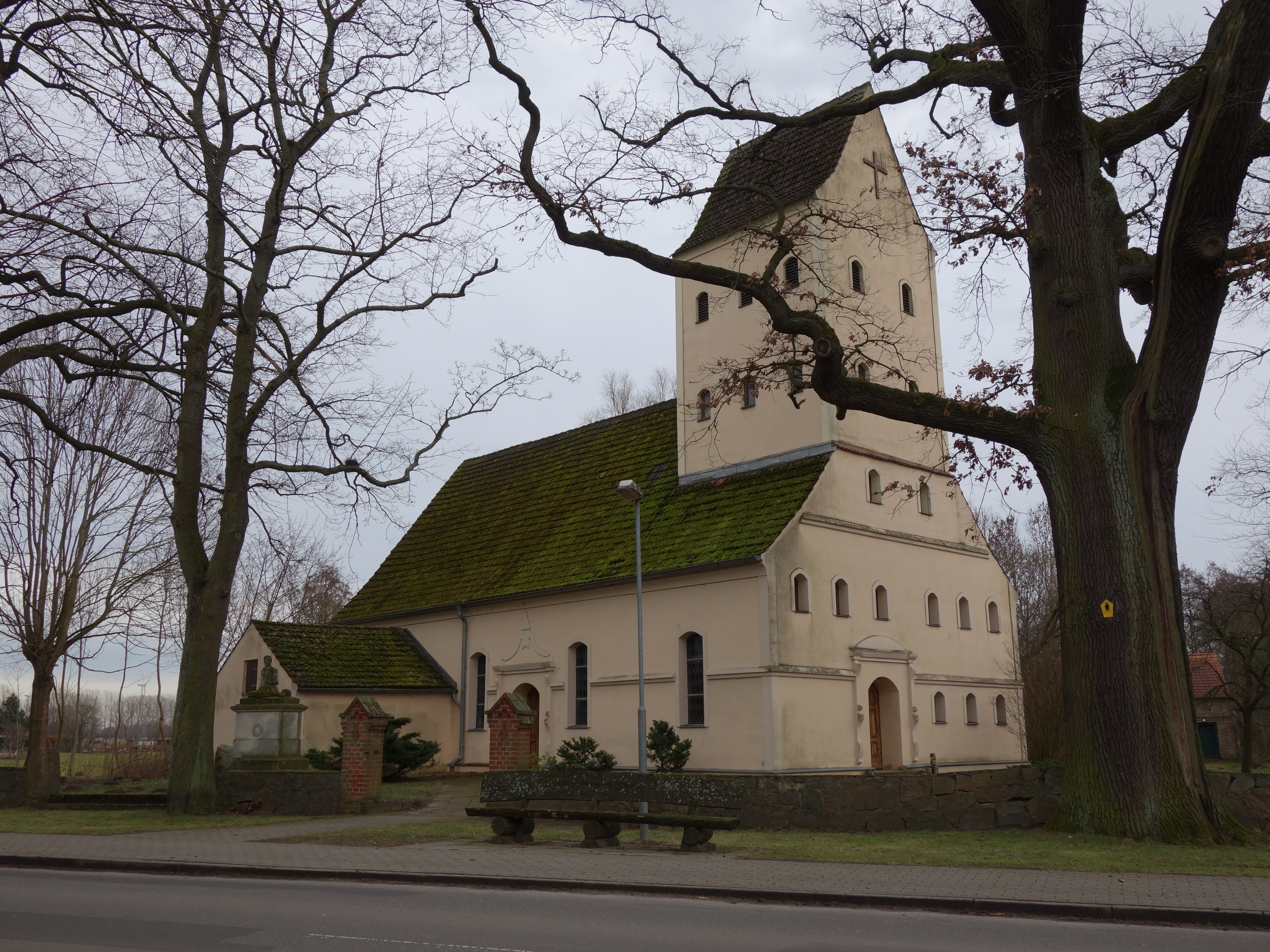
Dorfkirche Walsleben

Walsleben ist eine Gemeinde im Landkreis Ostprignitz-Ruppin in Brandenburg. Sie ist Mitglied und Verwaltungssitz des Amtes Temnitz.

## Geografie
Walsleben liegt auf der Ruppiner Platte, zentral im Landkreis Ostprignitz-Ruppin, etwa zehn Kilometer nordwestlich der Kreisstadt Neuruppin.

## Gemeindegliederung
Zur Gemeinde Walsleben gehören die Wohnplätze Dannenfeld, Paalzow und Walslebener Mühle.

## Orts- und Gutsgeschichte
Um 1490 war Walsleben ein Teil der im Kern reichsunmittelbaren Herrschaft Ruppin unter der Landesherrschaft der Grafen von Lindow-Ruppin. Nachfolgend bildete sich ein Herrensitz heraus, welcher u. a. der bekannten Familie von Klitzing gehörte. Mit dem Kaufvertrag vom 25. November 1711 überließ der Sohn des Landeshauptmann zu Cottbus und Peitz, der spätere Kanzler der Neumärkischen Regierung zu Küstrin, Christoph Wambolt von Umstadt das örtliche Rittergut dem Grafen Friedrich Wilhelm von Schwerin aus dem Haus Alt-Landsberg. Die Schwerin trugen den Grafentitel nach dem Recht der Erstgeburt. An Walsleben über ging auch der Titel der Erbkammerwürde und später der des Erbküchenmeisters der Kurmark Brandenburg. Die Grafen Schwerin-Walsleben trugen ein gesondertes Wappen, alle den Erstvornamen Otto und vererbten das gestiftete Familienfideikommiss. Dazu gehörte, teils als Hauptwohnsitz genutzt, das Schloss Wildenhoff in Ostpreußen. Die jüngere Genealogie der Gutsbesitzer beginnt mit Otto Friedrich Wilhelm Graf Schwerin (1796–1860), liiert mit der Tochter eines königlich großbritannischen Konsuls, Jeanette Hay. Deren Sohn Otto Gottfried Ludwig von Schwerin (1823–1873) folgte im Besitztum. Dieser Graf Otto Schwerin war ebenso Rechtsritter des Johanniterordens. Nachfolger war dann Otto Heinrich Graf von Schwerin (1855–1909), verheiratet mit Agnes Gräfin-Lehndorff-Steinort. Die Schwerin betreuten das Gut Walsleben nicht immer selbst. Um 1880 war es in Pacht bei Oberamtmann Troll. Die Größe mit dem Nebenbesitz in Bütow und Charlottental ist mit 1883 ha beziffert, davon 649 ha Forsten. Zum Besitz gehörte damals eine Brennerei. Letzter Erbküchenmeister und Grundbesitzer auf Walsleben und Schloss Wildenhoff wurde Otto Karl Max Botho Graf von Schwerin-Wildenhoff (1894–1945). Er starb als Major in den letzten Kriegstagen. Seine erste Frau, Gabriele Gräfin Maltzahn, lebte später in Heidelberg, die zweite Frau Ester Gräfin Eckbrecht von Dürckheim-Montmartin in Bonn. Otto Graf Schwerin-Wildenhoff-Walsleben hinterließ neun Kinder. 1945 wurde die Familie enteignet. Die Gutsgröße war noch 1928 konkret 1932 ha, in Verwaltung von Graf Vitzthum. Die Walslebener Mühle mit 169 ha Flächenbesitz gehörte Fritz Ebell.
Etwa von 1628 bis 1632 war Georg von Lilien (Lilius) Pastor in Walsleben.

### Verwaltungszugehörigkeit
- 1815–1947 Kreis Ruppin (Provinz Brandenburg, Preußen)
- 1947–1952 Kreis Ruppin (Land Brandenburg)
- 1952–1990 Kreis Neuruppin (Bezirk Potsdam)
- 1990–1993 Kreis Neuruppin (Land Brandenburg)
- seit 1993 Landkreis Ostprignitz-Ruppin

### Eingemeindungen
Am 1. Juli 1950 wurde die bis dahin eigenständige Gemeinde Paalzow eingegliedert.

## Bevölkerungsentwicklung
| Jahr | Einwohner |
| ---- | --------- |
| 1875 | 571       |
| 1890 | 742       |
| 1910 | 677       |
| 1925 | 793       |
| 1933 | 734       |
| 1939 | 701       |

| Jahr | Einwohner |
| ---- | --------- |
| 1946 | 1 111     |
| 1950 | 1 205     |
| 1964 | 0 906     |
| 1971 | 0 834     |
| 1981 | 0 821     |
| 1985 | 0 889     |

| Jahr | Einwohner |
| ---- | --------- |
| 1990 | 907       |
| 1995 | 922       |
| 2000 | 932       |
| 2005 | 831       |
| 2010 | 783       |
| 2015 | 812       |

| Jahr | Einwohner |
| ---- | --------- |
| 2020 | 781       |
| 2021 | 789       |
| 2022 | 835       |
| 2023 | 817       |
| 2024 | 795       |

Gebietsstand des jeweiligen Jahres, Einwohnerzahl: Stand 31. Dezember (ab 1991), ab 2011 auf Basis des Zensus 2011, ab 2022 auf Basis des Zensus 2022

## Politik

### Gemeindevertretung
Die Gemeindevertretung von Walsleben besteht aus zehn Gemeindevertretern und dem ehrenamtlichen Bürgermeister. Die Kommunalwahl am 26. Mai 2019 führte zu folgendem Ergebnis:
| Partei / Wählergruppe                 | Stimmenanteil | Sitze |
| ------------------------------------- | ------------- | ----- |
| Unabhängige Wählergruppe Walsleben    | 42,2 %        | 4     |
| Pro Walsleben                         | 18,8 %        | 2     |
| Einzelbewerber Carsten Rode           | 09,1 %        | 1     |
| Einzelbewerberin Christine Volkenandt | 07,1 %        | 1     |
| Einzelbewerber Marco Petrich          | 07,0 %        | 1     |
| Einzelbewerber Andreas Röder          | 07,0 %        | 1     |
| SPD                                   | 04,6 %        | –     |
| Einzelbewerber Wolfgang Becker        | 04,1 %        | –     |

### Bürgermeister
- 2008–2024: Burghard Gammelin[13]
- seit 2024: Matthias Kupper (Unabhängige Wählergruppe Walsleben)

Kupper wurde bei der Bürgermeisterwahl am 9. Juni 2024 bei einer Gegenkandidatin mit 67,8 % der gültigen Stimmen für eine erste Amtszeit von fünf Jahren zum ehrenamtlichen Bürgermeister gewählt.

## Wirtschaft und Infrastruktur

### Verkehr

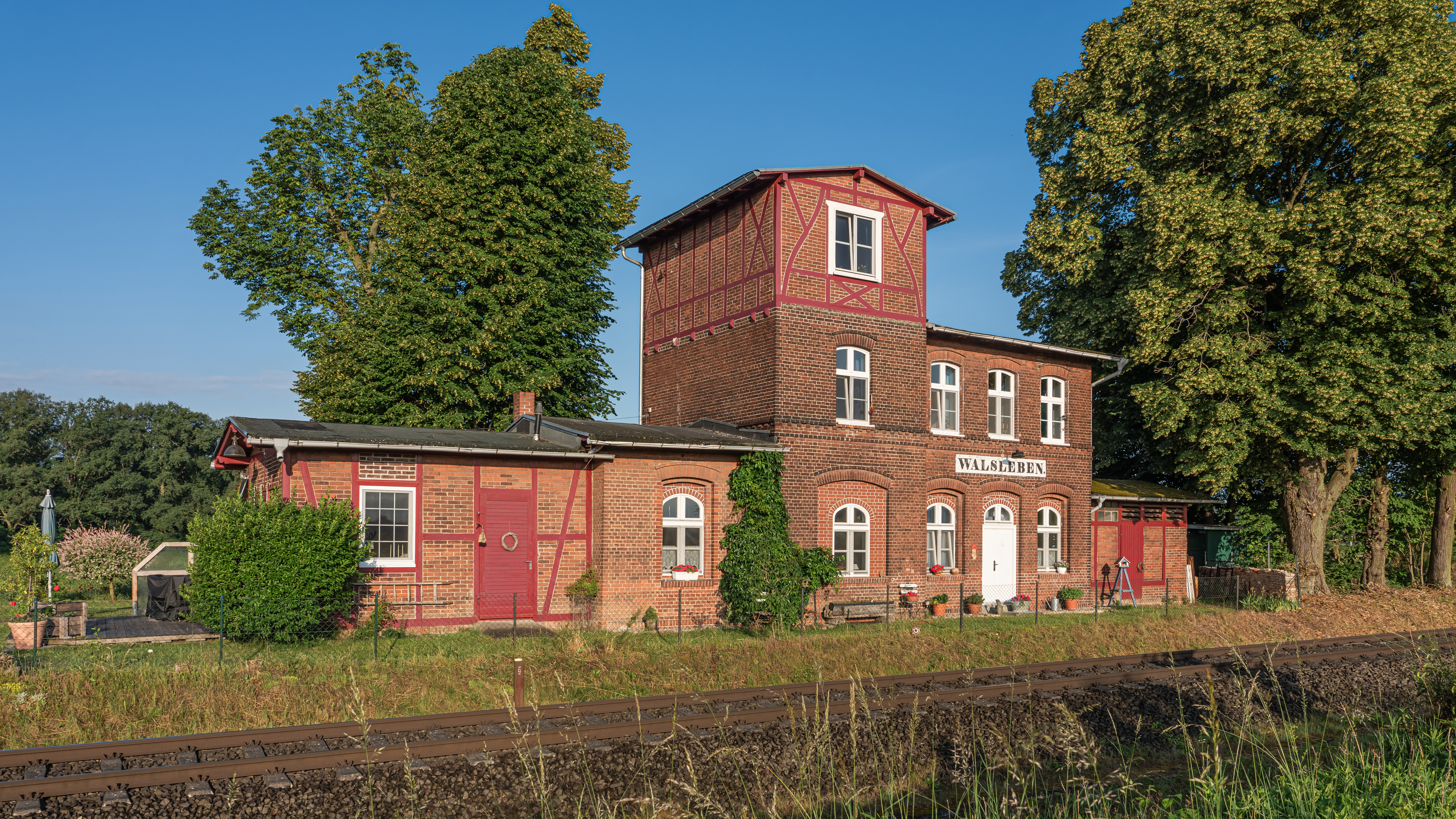
Ehemaliges Bahnhofsgebäude Walsleben

Walsleben ist über die Kreisstraße K 6607 mit Neuruppin verbunden. Durch den Ort verläuft die A 24 (Hamburg–Berlin) mit den Raststätten Walsleben-Ost und -West. Etwa sieben Kilometer südöstlich der Gemeinde befindet sich die Anschlussstelle Neuruppin.
Der Bedarfshalt Walsleben liegt an der Bahnstrecke Wittstock/Dosse–Neuruppin. Er wird von der Regional-Express-Linie RE 6 Wittenberge über Wittstock (Dosse) und Neuruppin nach Berlin-Charlottenburg, dem Prignitz-Express, im Zwei-Stunden-Takt bedient. 
Das Bahnhofsgebäude diente im Jahre 1995 als Drehort für zentrale Szenen des Fernsehfilmes Der Trinker nach Hans Fallada. Dazu wurde der Wartesaal des Bahnhofs binnen einer Woche in eine Kneipe („Gartenlokal Knese“) umgebaut und die Familie, die die Räumlichkeiten damals bewohnte, für die Dauer der Dreharbeiten ausquartiert.

### Bildung
Thomas-Müntzer-Grundschule

### Öffentliche Einrichtungen
- In Walsleben befindet sich eine Freiwillige Feuerwehr mit etwa 40 Mitgliedern.
- Die Dorfkirche besitzt eine Orgel von Albert Hollenbach, Neuruppin, E. 19. Jh.
  - Mechanische Schleiflade
    - Manual (C-f3): Principal 8', Gedact 8', Salicional 8', Octave 4', Rohrflöte 4', Prog. harm. 1-3f.
    - Pedal (C-d1): Subbass 16', Principalbass 8', Pedal=Coppel